# Thaddeus J. Dulski

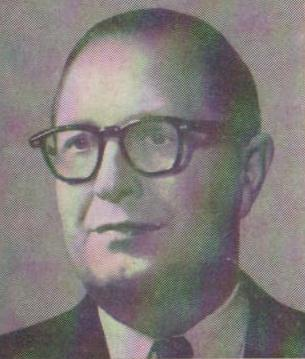
Thaddeus J. Dulski

Thaddeus Joseph Dulski (* 27. September 1915 in Buffalo, New York; † 11. Oktober 1988 ebenda) war ein US-amerikanischer Politiker. Zwischen 1959 und 1974 vertrat er den Bundesstaat New York im US-Repräsentantenhaus.

## Werdegang
Thaddeus Dulski besuchte die öffentlichen Schulen seiner Heimat sowie danach die Buffalo Technical High School, das Canisius College, ebenfalls in Buffalo, und die University of Buffalo. Zwischen 1940 und 1947 arbeitete er für die Steuerbehörde. Zwischenzeitlich nahm er am Zweiten Weltkrieg teil. Später war er unter anderem als Steuerberater tätig. Zwischen 1951 und 1953 arbeitete er für die Preisstabilitätsbehörde (Price Stabilization Administration). Gleichzeitig schlug er als Mitglied der Demokratischen Partei eine politische Laufbahn ein. Seit 1953 saß er im Stadtrat von Buffalo.
Bei den Kongresswahlen des Jahres 1958 wurde Dulski im 41. Wahlbezirk von New York in das US-Repräsentantenhaus in Washington, D.C. gewählt, wo er am 3. Januar 1959 die Nachfolge des Republikaners Edmund P. Radwan antrat. Nach sieben Wiederwahlen konnte er bis zu seinem Rücktritt am 31. Dezember 1974 im Kongress verbleiben. Seit 1973 vertrat er als Nachfolger von Barber B. Conable den 37. Distrikt seines Staates. Seine Zeit im Kongress war von den Ereignissen des Kalten Krieges, der Bürgerrechtsbewegung, des Vietnamkrieges und im Jahr 1974 der Watergate-Affäre geprägt.
Seit 1967 war Dulski Vorsitzender des Committee on Post Office and Civil Service. Im Jahr 1974 verzichtete er auf eine weitere Kandidatur. Er starb am 11. Oktober 1988 in Buffalo.